# Mount Franklin, Antarktis
Mount Franklin är ett berg i Antarktis. Det ligger i Västantarktis. Nya Zeeland gör anspråk på området. Toppen på Mount Franklin är 354 meter över havet.
Terrängen runt Mount Franklin är platt åt nordost, men åt sydväst är den kuperad. Trakten är obefolkad. Det finns inga samhällen i närheten.